# Wilhelm Gossler (Politiker)

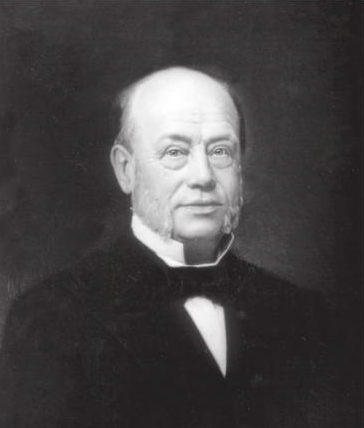
Wilhelm Goßler, Schwarz-Weiß-Wiedergabe eines Porträts von Julius Geertz

Wilhelm Goßler (* 13. November 1811 in Hamburg; † 8. November 1895 ebenda) war ein deutscher Kaufmann und Hamburger Abgeordneter. Er war Mitglied der Hanseatenfamilie Goßler.

## Familie
Goßler war ein Sohn von Johann Heinrich Goßler (1775–1842), Hamburger Senator und Inhaber des Handelshauses Joh. Berenberg, Gossler & Co. Sein älterer Bruder Hermann Goßler war ab 1874 Hamburger Bürgermeister.

## Leben
Goßler wurde am 1. Januar 1836 Teilhaber der Firma Joh. Berenberg, Gossler & Co. Da Goßler nach der Wirtschaftskrise von 1857 forderte, dass Joh. Berenberg, Gossler & Co keine Bankgeschäfte mehr tätigen sollte, kam es zum Streit mit seinem Bruder Johann Heinrich Goßler (1805–1879). Als Ergebnis verließ Goßler 1860 Joh. Berenberg, Gossler & Co und gründete eine eigene Firma Wm. Gossler, die das Warengeschäft von Joh. Berenberg, Gossler & Co im angestammten Mortzenhaus fortführte. Goßler gehörte 1854 zu den Gründern der Hamburg-Bremer Feuer-Versicherungs-Gesellschaft, er gehörte dem Aufsichtsrat der Gesellschaft bis zu seinem Tode an. Er gehörte von 1866 bis 1895 dem Aufsichtsrat der Norddeutschen Bank an.
Neben seiner beruflichen Tätigkeit war Goßler auf vielfältige Art in der kommunalen Selbstverwaltung engagiert. So wurde er 1849 in die Commerzdeputation gewählt und wurde von dieser in unterschiedliche Deputationen entsandt. 1853 fungierte er als Präses der Commerzdeputation. Ab 1857 gehörte er der 3 Jahre der Bankdeputation an, anschließend wurde er für 2 Jahre zum nicht rechtsgelehrten Mitglied des Obergerichtes berufen.
Goßler gehörte er der Hamburgischen Bürgerschaft von 1863 bis 1868 an.
Am 29. April 1873 wurde er zum Oberalten im Kirchspiel Sankt Petri gewählt und blieb Mitglied des Kollegiums der Oberalten bis zu seinem Tod.
Im Bürgermilitär war Goßler von 1845 und 1849 Adjutant des Generalstabes, ab 1848 als Oberleutnant.
Wilhelm Gossler bewohnte im Sommer im heutigen Stadtteil Hamburg-Hoheluft-West ein Landhaus, das er sich von Auguste de Meuron 1856 hatte bauen lassen. Die dazu gehörende Parkanlage wurde „Gosslers Park“ genannt.